# Sultanzade Ali Bey
Sultanzade Ali Bey (turco ottomano: سلطان زادہ علی بے; Berlino, 29 settembre 1921 – Australia, 2 dicembre 1971) è stato un principe ottomano, noto anche come Ali Enver o Ali Akoğlu, figlio di Naciye Sultan e pronipote del sultano Abdülmecid I.

## Origini
Sultanzade Ali Bey nacque a Berlino, nell'allora Repubblica di Weimar, oggi Germania, il 29 settembre 1921. Sua madre era Naciye Sultan, figlia di Şehzade Selim Süleyman e nipote del sultano ottomano Abdülmecid I, e suo padre suo marito Ismail Enver. Aveva due sorelle maggiori, Mahpeyker Hanımsultan e Türkan Hanımsultan, e una sorellastra materna minore, Rana Hanımsultan. 
Al momento della sua nascita la famiglia si trovava Berlino a causa del lavoro paterno. Tuttavia, Ali non conobbe mai suo padre: mentre sua madre era incinta, Enver venne mandato in URSS, dove morì il 4 agosto 1922, senza rientrare. 
Nel 1923 sua madre si risposò con il fratello minore di Enver, Mehmed Kamil Pasha, e la famiglia rientrò a Istanbul.
Nel 1924 la dinastia ottomana venne esiliata, e Ali si stabilì con la famiglia prima a Parigi, dove nacque la sua sorellastra Rana, e poi a Nizza. In questo periodo, venne educato con le sorelle dal loro patrigno e zio, che insegnò loro a leggere e scrivere. Alle lezioni partecipavano anche le principesse Neslişah Sultan, Hanzade Sultan e Necla Sultan, figlie di Şehzade Ömer Faruk e nipoti del califfo Abdülmecid II.

## Istruzione
Il 25 maggio 1939 venne approvata una legge che permise a Ali e alle sue sorelle di rientrare a Istanbul, dove, secondo la legge del cognome, assunse nome Ali Enver o Ali Akoğlu. Allo scoppio della seconda guerra mondiale le sorelle raggiunsero la madre in Svizzera, a Berna, dove rimasero fino al 1943, mentre Ali scelse di rimanere a Istanbul, dove era impegnato con lo studio.
Studiò al Liceo Galatasaray e poi, nel 1939, all'Accademia militare e all'Associazione aeronautica turca, diventando paracadutista. Si diplomò nell'inverno 1941 e si recò in Inghilterra per completare la sua formazione di pilota.
Tornò in Turchia nel 1944 e presto servizio nell'aeronautica militare turca fino al 1956. Durante questo periodo servì anche come pompiere in Inghilterra, a Londra, dove per due mesi venne raggiunto dalla madre, che non vedeva da più di 5 anni. 
Sapeva parlare, oltre al turco, anche inglese, francese, tedesco e italiano. 

## Morte
Ali morì il 2 dicembre 1971 in Australia, a causa di un incidente in montagna.

## Famiglia
Ali Bey si sposò due volte ed ebbe una figlia:
- Perizad Abidin. Figlia di Daner Abidin, un importante giornalista e politico, si sposarono nel 1948 e divorziarono nel 1964. Da lei ebbe l'unica figlia:
  - Arzu Hanım Enver Akoğlu (15 settembre 1955 - ?). Nata a Napoli, in Italia. Ha sposato Arslan Sadikoglu. Hanno un figlio:
    - Burak Sadikoglu
- May Britt. Si sposarono dopo il divorzio e vissero in Australia.